# Matty B
Matty B (geboren als Matthew Barrett) ist ein ehemaliger australischer Rapper, der jetzt als Bergarbeiter in der Bergbauindustrie von Western Australia tätig ist.

## Leben
Matthew Barrett wuchs in Western Australia auf und war Mitglied der Hip-Hop-Crew Syllaboliks aus Perth. Er veröffentlichte seine Lieder zuerst auf dem Plattenlabel Obese Records und später auf seinem eigenen Plattenlabel B-Style Entertainment.
Als ehemaliger Surfprofi rappte Barrett nur, wenn er sich mit den Syllaboliks traf, was erstmals im Jahr 1999 geschah.
Barretts erste Veröffentlichung war „Courageous“, das im Jahr 2000 auf der Kompilation Culture of Kings erschienen ist. Danach kam 2002 sein Debütalbum, The Courageous LP, heraus. Ein Lied des Albums, „Fridays“, wurde 2005 auch auf dem Album Super Request – Dog’s Breakfast von Triple J veröffentlicht. Dabei handelte es sich um eine Kompilation oft verlangter Lieder von Triple Js Super Request Programm.
2001 trat Matty B beim Margaret River Masters Concert und 2002 bei den Big Day Out Konzerten auf.
Barrett zog an die Gold Coast und veröffentlichte 2006 die EP Simple but Effective auf seinem eigenen Label, B-Style Entertainment.

## Diskografie

### Album
- The Courageous LP - Obese Records (2002)

### EPs
- Simple but Effective - B-Style Entertainment/Shogun Distribution (2006)

### Kompilationen
- Culture of Kings – Volume 1 - Obese Records (2000) (song: Courageous)
- Mamma’s Kitchen – Obese Records (2005) (song: Courageous)
- Super Request—Dog’s Breakfast – ABC Records (2005) (song: Fridays)

### Gastauftritte
- „3 Demon MC’s“ by Clandestein (Clandestein 2001, Syllaboliks Records)
- „Matty B’s Insight“ by Downsyde (Epinonimous 2001, Syllaboliks Records)
- „Esposing EM“ by Hunter and Dazastah (Done DL 2002, Syllaboliks/Obese Records)
- „Raw Cause“ by DJ Ransom (15.OZ Vinyl 2004, Crookneck Records)
- „Nothin to Us“ by Chopper Read (Chopper Read - Interview with a Madman 2006, Rott’n Records)